# Kayna
Kayna ist ein Ortsteil der Stadt Zeitz im Burgenlandkreis in Sachsen-Anhalt. Zur gleichnamigen Ortschaft Kayna gehören die Ortsteile Kayna, Lindenberg, Mahlen, Roda und Zettweil.

## Geografie

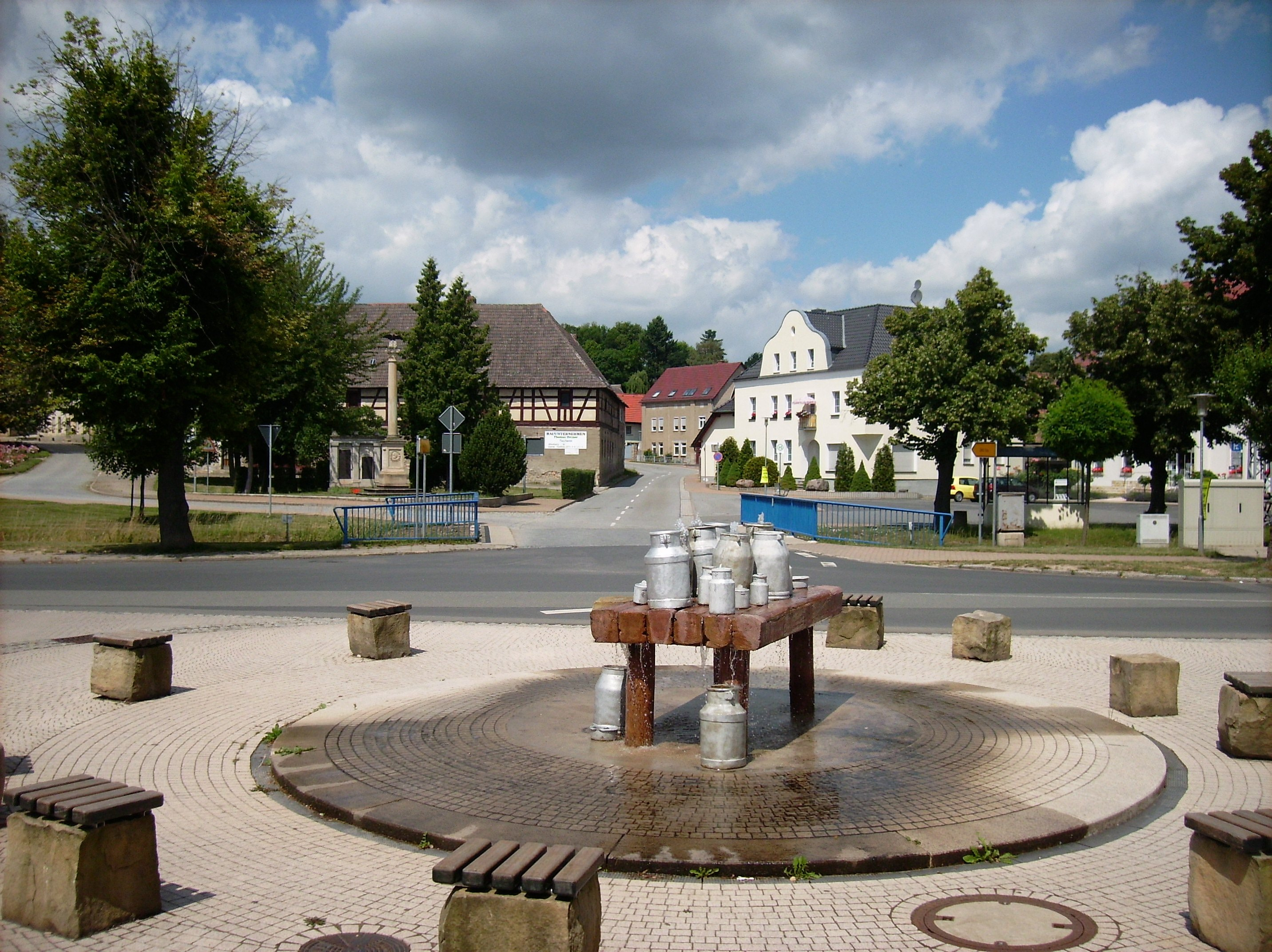
Markt mit der Milchbank

Der Ort liegt etwa neun Kilometer südöstlich der Zeitzer Kernstadt und wird von der Schnauder durchzogen, die dem Schnaudertal seinen Namen gab. Sie entspringt in zwei Quellbächen, der Lindenberger und der stärker wasserführenden Kaynaer Schnauder. Ihr Zusammenfluss befindet sich im Raum Spora – Loitsch.
Zur ehemaligen Gemeinde Kayna gehörten die Ortsteile Lindenberg, Mahlen, Roda und Zettweil.
Alle vier vormaligen Ortsteile sind stark ländlich geprägt. Lindenberg ist das kleinste unter den Dörfern (ca. 35 Einwohner/Stand 2007). Es gibt hier einige alte Gebäude und Gehöfte, die teilweise unter Denkmalschutz stehen.
In der Nähe des Ortes befand sich eine Heide, die im Sachsenspiegel (Zweites Buch, Artikel 62, § 2) als einer von drei Bannforsten im damaligen Sachsen genannt. Hier durften nur Bären, Wölfe und Füchse gejagt werden. Heide zu Koyne ist zugleich ein Straßenname in Kayna.

## Geschichte
Kayna wurde das erste Mal im Jahre 1064 urkundlich erwähnt. Der Ort geht auf eine slawische Siedlung zurück. Auf dem Hoftag Friedrich Barbarossas zu Kayna im August 1179 erging nach den Pegauer Annalen der Beschluss zum Feldzug gegen den alle Ladungen vor den Kaiser ignorierenden Herzog von Sachsen und Bayern, Heinrich den Löwen aus dem Hause der Welfen.
1540 wurde in Kayna von Heinrich dem Frommen die Reformation eingeführt, wodurch die Bevölkerung und die Kirche von Kayna evangelisch-lutherisch wurden. Damals gehörte Kayna zum Archidiakonat Zeitz des Bistums Naumburg.
Kayna, Lindenberg, Mahlen, Roda und Zettweil lagen bis 1815 im Amt Zeitz, das als Teil des Hochstifts Naumburg-Zeitz seit 1561 unter kursächsischer Hoheit stand und zwischen 1656/57 und 1718 zum Sekundogenitur-Fürstentum Sachsen-Zeitz gehörte. Zur Grundherrschaft des Ritterguts Kayna gehörte u. a. Zettweil und ein Teil von Bröckau, sowie zeitweise die Kaynaischen Dörfer, die als Exklave zwischen dem Zeitzer Stiftsgebiet (späteres kursächsisches Amt Zeitz) und dem Herzogtum Sachsen-Altenburg (Kreisamt Altenburg) zum kursächsischen Amt Borna gehörten. Durch die Beschlüsse des Wiener Kongresses kamen die fünf Orte Kayna, Lindenberg, Mahlen, Roda und Zettweil mit dem Amt Zeitz im Jahr 1815 zu Preußen. Sie wurden 1816 dem Kreis Zeitz im
Regierungsbezirk Merseburg der Provinz Sachsen zugeteilt.
Am 1. Juli 1950 wurden die bis dahin eigenständigen Gemeinden Lindenberg, Roda und Zettweil in die Gemeinde Kayna eingegliedert. Mahlen war bereits vorher nach Roda eingemeindet worden. Bei der Zweiten Kreisreform in der DDR wurde die Gemeinde Kayna im Jahr 1952 dem Kreis Zeitz im Bezirk Halle zugeordnet, der seit 1990 als Landkreis Zeitz im Land Sachsen-Anhalt fortgeführt wurde und seit 1994 zum Burgenlandkreis gehört.
Zusammen mit Döbris, Geußnitz, Nonnewitz und Würchwitz wurde Kayna am 1. Juli 2009 in die Stadt Zeitz eingemeindet. Die letzte Bürgermeisterin der Gemeinde Kayna war Margarete Späte (CDU). Seitdem bildet Kayna die südlichste Ortschaft der Stadt Zeitz mit fünf Ortsteilen.

### Einwohnerentwicklung
Entwicklung der Einwohnerzahl:
| - 1890: 1247 - 1970: 3830 - | - 1990: 1602 - 1995: 1624 - 2000: 1571 | - 2003: 1547 - 2007: 1420 - 2017: 946 |

Datenquelle: Statistisches Landesamt Sachsen-Anhalt, ab 1995 jeweils am 31. Dezember

## Kultur und Sehenswürdigkeiten

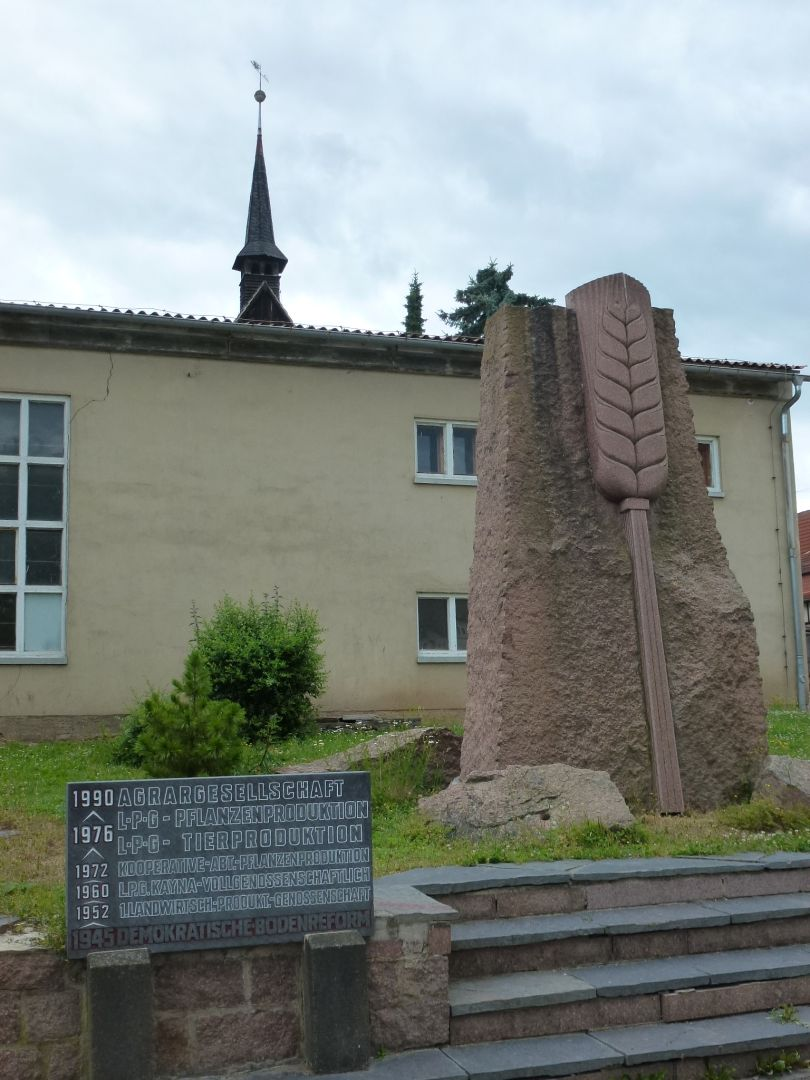
„Ährenmal“ in Kayna

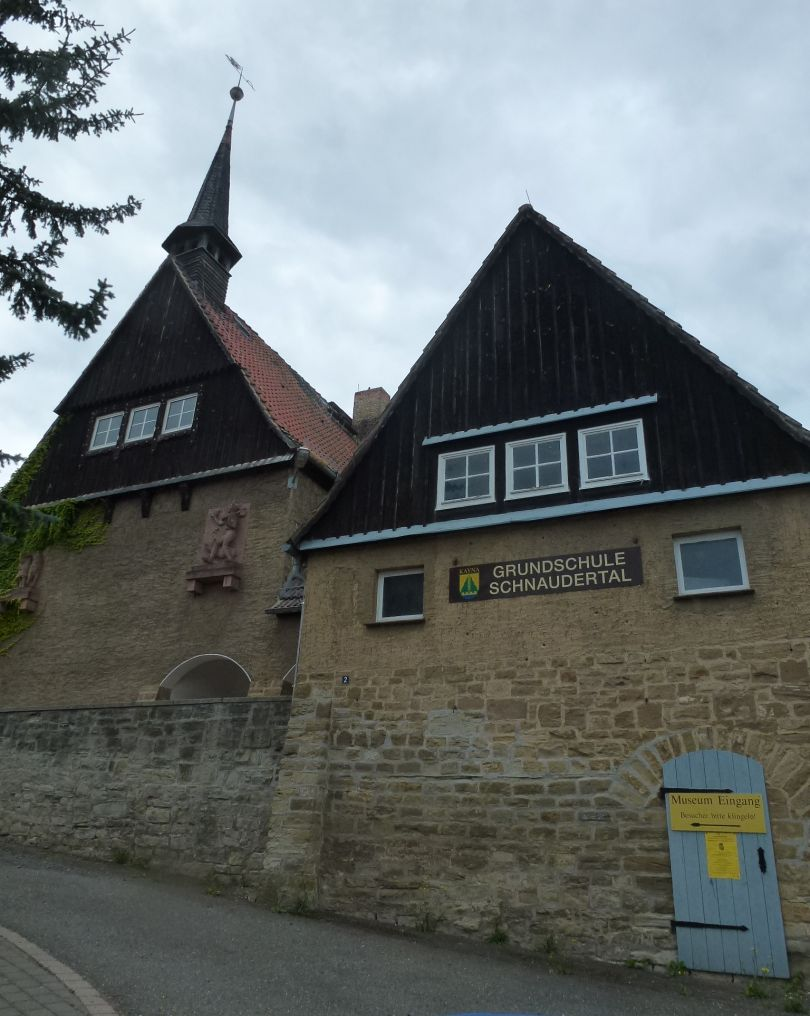
Grundschule

### Sehenswürdigkeiten
- Milchbankbrunnen, 2004 von Christian Späte geschaffen
- Ährenmal, 1979 von Alfred Späte

### Bildung
Kayna besitzt eine Grundschule und einen Kindergarten mit Krippe.

### Religion

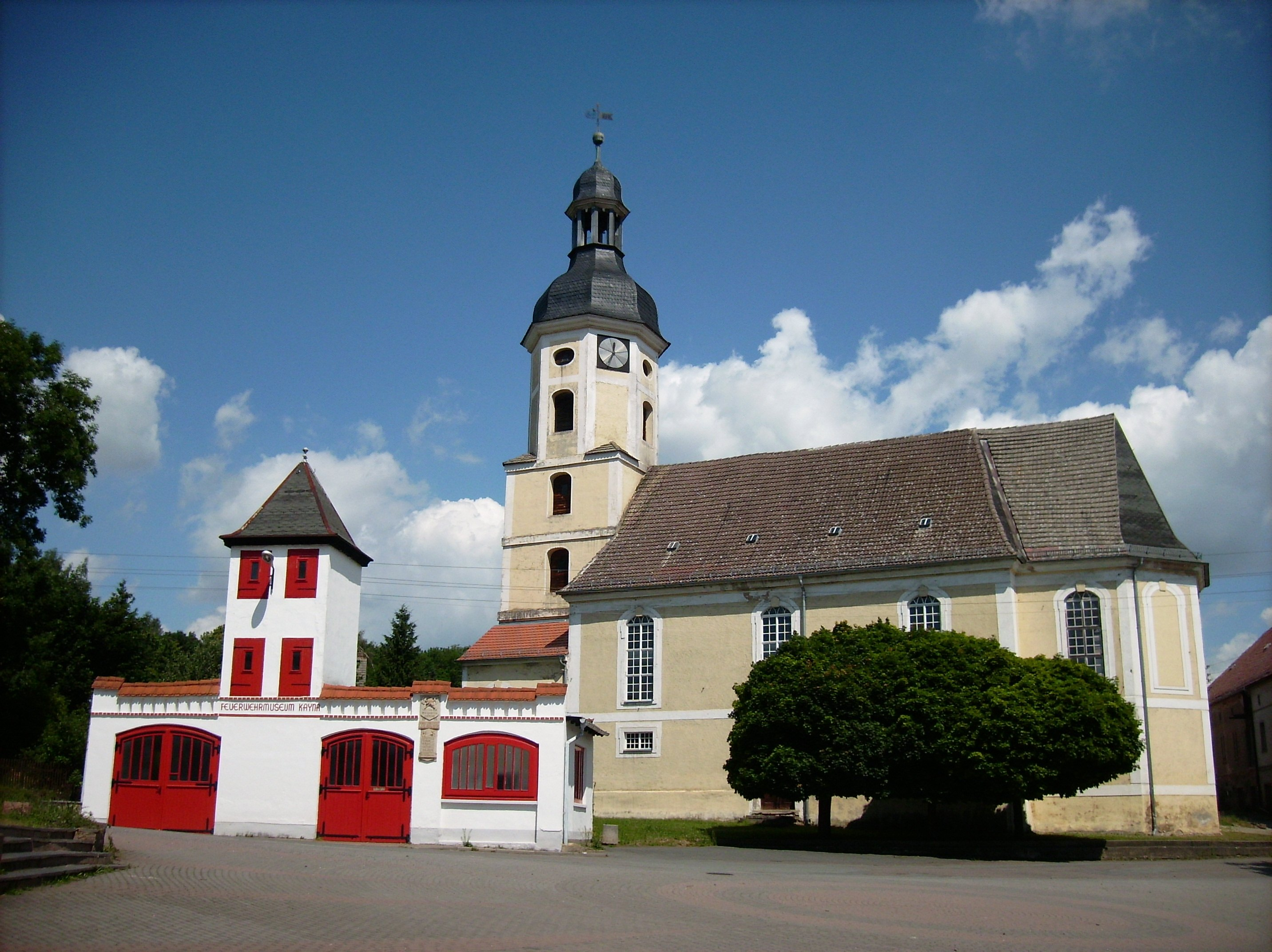
Feuerwehrmuseum und Kirche

#### Evangelisch-lutherische Gemeinde
Kayna ist zum überwiegenden Teil eine evangelische Kirchengemeinde mit eigenem Kirchengebäude, der namenlosen Kirche zu Kayna, einem 1710 beendeten Bau. Ihre Kirchengemeinde gehört zum Kirchenkreis Naumburg-Zeitz der Evangelischen Kirche in Mitteldeutschland.

#### Römisch-katholische Gemeinde
Nach dem in den Jahren vor dem Zweiten Weltkrieg nur wenige Katholiken in Kayna wohnten, vergrößerte sich ihre Zahl durch die Flucht und Vertreibung Deutscher aus Mittel- und Osteuropa 1945–1950 erheblich. Sie gehörten zunächst zur Filialkirchengemeinde Zipsendorf.
Am 9. Juni 1946 wurde auch in Kayna eine katholische Gemeinde gegründet, die zur Kuratie der Filialkirchengemeinde Zipsendorf in der Pfarrei Zeitz erhoben wurde. 1957 kaufte Paul Teipel (1929–2012), der damals Kuratus von Kayna war, eine in der Schmölschen Straße gelegene Turnhalle, die zu einer Kapelle und einem Unterrichtsraum ausgebaut wurde. Am 25. Mai 1958, am Pfingstsonntag, erfolgte ihre Benediktion.
Die Kuratie Kayna bestand noch bis mindestens 1967, seitdem üben Geistliche aus Zeitz die Seelsorge in Kayna aus. Später wurde die Kapelle profaniert und kam in Privatbesitz.

### Museen
In Kayna existieren ein historisches Feuerwehrmuseum im alten Feuerwehrhaus, ein Schulmuseum und ein Heimatmuseum.

### Vereine
Der Sportverein SV Fortuna Kayna ist ein bekannter Verein des Ortes, welcher u. a. durch die Sparte Kegeln bekannt geworden ist. Verschiedene Traditionsvereine wie der Männergesangverein „Harmonie“, der Heimatverein „Barbarossa“, der Schützenverein Kayna sowie der neu gegründete Förderverein für das Wald- und Sommerbad in Kayna sind ebenfalls im Dorf ansässig. Zum Ausbau und Betrieb des öffentlichen LoRaWAN Netzes setzt sich vor Ort Kayna-Funkt ein, eine ehrenamtliche Bürgerinitiative.

### Wald- und Sommerbad

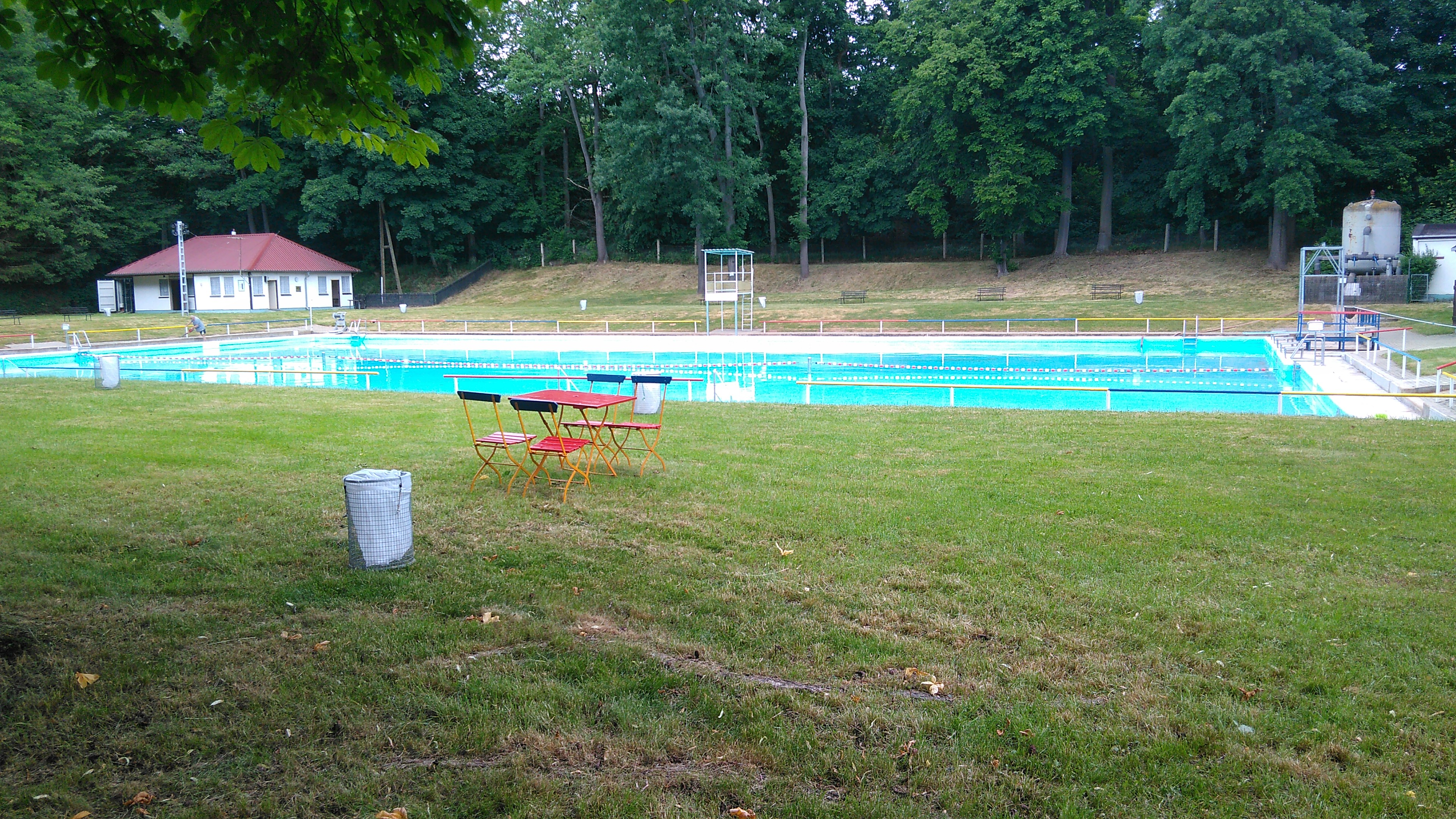
Wald- und Sommerbad Kayna außerhalb der Saison

Das Wald- und Sommerbad wurde 1934 erbaut und ist seitdem am Ortsrand von Kayna in Richtung Bröckau im Betrieb. Die Badesaison ist von Juni bis September. Neben dem Schwimmbecken gibt es auch einen Spielplatz sowie ein Fußball- und Volleyballfeld. Der Betrieb des Waldbades wird seit 2023 durch einen eigens gegründeten Förderverein unterstützt. Die Stadt stellt wegen der angespannten Finanzlage hierfür keine Mittel mehr zur Verfügung.

## Wirtschaft und Infrastruktur

### Verkehr
Kayna besaß von 1901 bis 1969 mit den Stationen Kayna und Kaynaer Quarzwerke Anschluss an die Bahnstrecke Gera-Pforten–Wuitz-Mumsdorf. Es hat keinen Anschluss an die Bahnstrecke Meuselwitz–Ronneburg, obwohl es dort einen Bahnhof „Kayna, Sandgrube“ gibt: Dieser liegt vollständig auf der Flur des Starkenberger Ortsteils Kraasa in Thüringen (also außerhalb Kaynas) und dient ausschließlich dem Güterverkehr.
Kayna liegt etwa 20 Kilometer nördlich der A 4 bei Gera, Thüringens drittgrößter Stadt, etwa 26 Kilometer östlich der A 9 (über die B 180 zu erreichen) sowie 35 km westlich von Zwickau in Sachsen.

#### Technologie
Kayna besitzt ein LoRaWAN-Netzwerk, welches von allen Einwohnern genutzt werden kann. Die ehrenamtliche Initiative Kayna-Funkt baut und betreibt dieses drahtlose Sensoriknetzwerk kostenfrei. Es nutzt den OpenSource LNS Chirpstack, Thingsboard CE und NocoDB, um Einwohnern digitale Möglichkeiten zur Erstellung von eigenen Messreihen und Automationen zu bieten.

## Persönlichkeiten
- Carl August von Rex (1701–1768), Rittergutsbesitzer, das durch Erbschaft seiner Ehefrau an ihn fiel
- Heinrich Trübenbach (1823–1896), Pfarrer und Ortschronist in Kayna
- Bruno Körner (1862–1927), Politiker
- Alfred Späte (1917–1979), Steinbildhauer und Steinmetz
- Britt Beyer (* 1968), Regisseurin
- Margarete Späte (* 1958), Politikerin